# Герлі (Нью-Йорк)
Герлі (англ. Hurley) — місто (англ. town) в США, в окрузі Ольстер штату Нью-Йорк. Населення — 6178 осіб (2020).

## Демографія
Згідно з переписом 2010 року, у місті мешкало 6314 осіб у 2693 домогосподарствах у складі 1794 родин. Було 3069 помешкань
Расовий склад населення:
| - 94,5 % — білих - 1,6 % — чорних або афроамериканців - 1,4 % — азіатів - 0,1 % — вихідців з тихоокеанських островів - 0,1 % — корінних американців |

До двох чи більше рас належало 1,6 %. Частка іспаномовних становила 2,9 % від усіх жителів.
За віковим діапазоном населення розподілялося таким чином: 19,4 % — особи молодші 18 років, 60,3 % — особи у віці 18—64 років, 20,3 % — особи у віці 65 років та старші. Медіана віку мешканця становила 48,6 року. На 100 осіб жіночої статі у місті припадало 92,9 чоловіків;  на 100 жінок у віці від 18 років та старших — 90,5 чоловіків також старших 18 років.
Середній дохід на одне домашнє господарство  становив 101 828 доларів США (медіана — 76 696), а середній дохід на одну сім'ю — 103 872 долари (медіана — 96 593). Медіана доходів становила 64 127 доларів для чоловіків та 44 024 долари для жінок. За межею бідності перебувало 10,4 % осіб, у тому числі 25,1 % дітей у віці до 18 років та 2,5 % осіб у віці 65 років та старших.
Цивільне працевлаштоване населення становило 3014 осіб. Основні галузі зайнятості: освіта, охорона здоров'я та соціальна допомога — 33,5 %, роздрібна торгівля — 13,1 %, публічна адміністрація — 8,2 %, мистецтво, розваги та відпочинок — 8,2 %.